# Cabo submarino

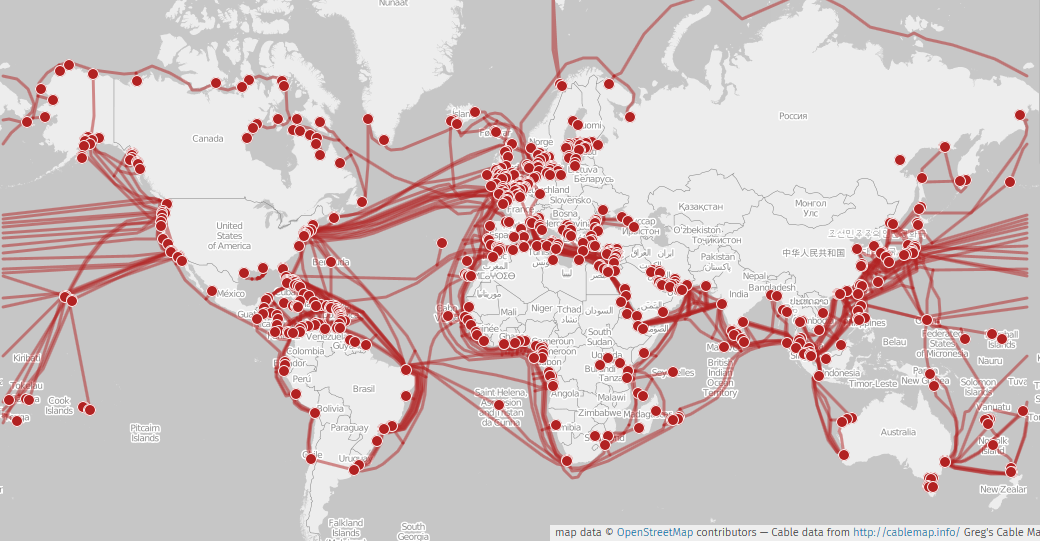
Mapa da rede de cabos submarinos ao redor da Terra

Cabos submarinos são colocados no relevo oceânico, entre estações terrestres, para transmitir sinais de telecomunicações através de trechos de mar. Os primeiros cabos submarinos foram estabelecidos na década de 1850, para o tráfego de telegrafia. As gerações subsequentes usaram a rede de cabos realizada para telefonia e, em seguida, para a transmissão de dados. Os cabos modernos usam a tecnologia de fibra óptica para o transporte de dados digitais, o que inclui telefone, Internet e tráfego de dados privados.
Os cabos modernos têm geralmente 69 milímetros de diâmetro e pesam cerca de 10 quilogramas por metro, embora cabos mais finos e leves sejam usados para trechos em águas profundas. Em 2010, os cabos submarinos ligavam todos os continentes da Terra, exceto a Antártida.

## História

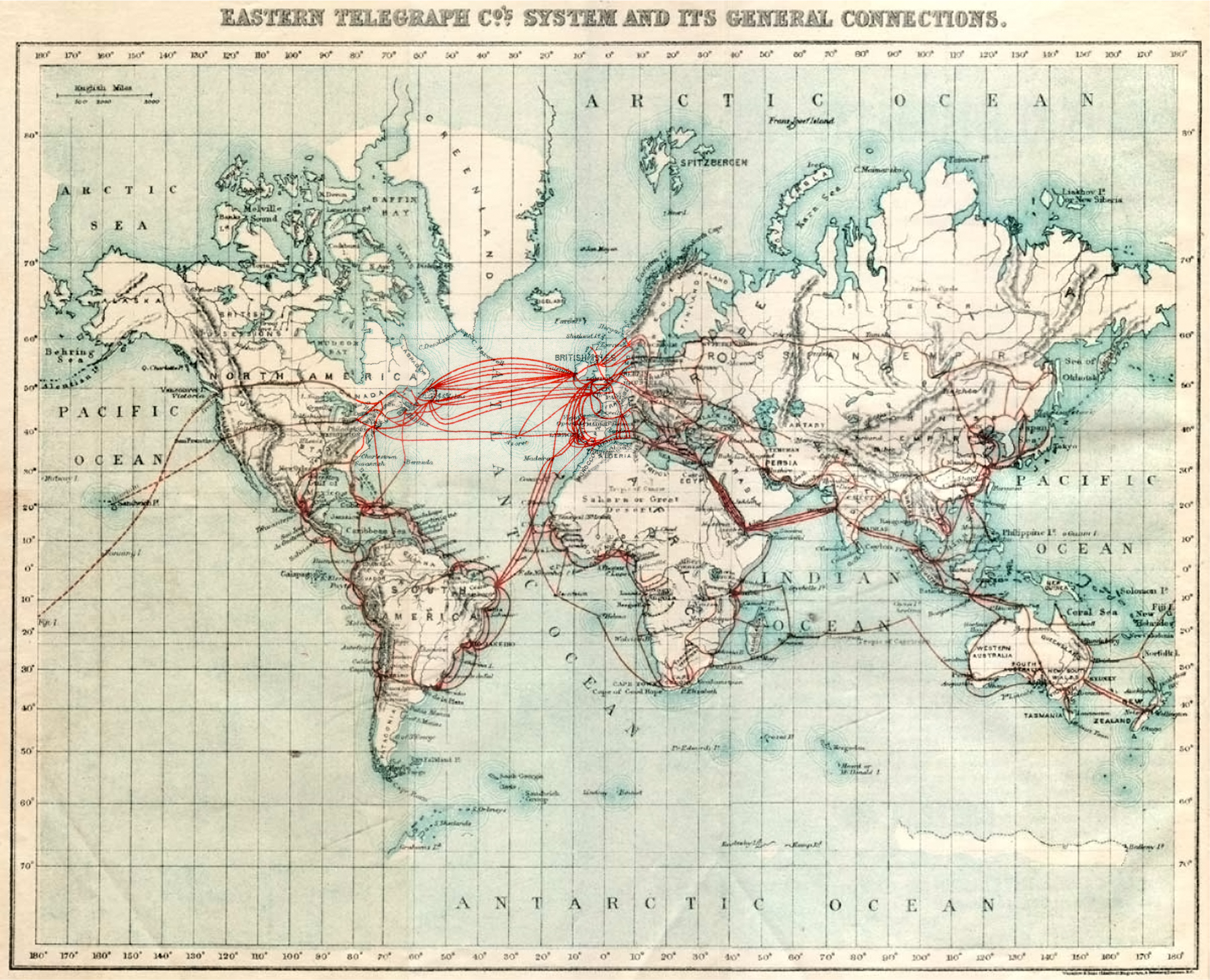
Mapa da rede de telegrafia da Eastern Telegraph Company em 1901

A invenção da telegrafia por Samuel Morse em 1843 incentivou a ideia de serem lançados cabos atravessando o Atlântico para utilizar a nova tecnologia. O norte-americano Charles Field e os britânicos Charles Bright e os irmãos John e Jacob Brett fundaram uma empresa para lançar o primeiro cabo submarino telegráfico intercontinental.
No ano seguinte, dois navios, um britânico e um americano, transportaram 2 500 milhas náuticas (4 630 km) de cabo, partindo da Irlanda. O cabo se rompeu quanto já haviam sido lançados cerca de 750 km. Nova tentativa foi feita em 1858 e novo rompimento ocorreu quando somente 250 km haviam sido lançados.
Ainda em 1858 houve uma terceira tentativa. Essa foi bem-sucedida, os navios partiram do meio do Atlântico e atingiram portos em lados opostos sem nenhuma ocorrência de rompimento. A mensagem "Glory to God in the highest, and on Earth, peace, good will to men" foi enviada.
Esse sucesso teve, porém, curta duração, pois poucas semanas depois desse pioneiro sucesso, o cabo, por problemas de tensão elétrica, veio a falhar. Somente 8 anos depois garantiram-se operações confiáveis nessa comunicação entre América do Norte e Europa.